# Yavin 4
Yavin 4 (ou Yavin IV) é um satélite natural do universo fictício de Star Wars. Localizada na Orla Exterior, essa lua orbita o gigante gasoso Yavin.
Ela aparece principalmente nos filmes Rogue One e Uma Nova Esperança, cujas cenas externas foram filmadas principalmente no local guatemalteco de Tikal.
Yavin 4 também pode ser vista na série de TV Rebels, nos videogames e nas histórias em quadrinhos. Ela também é mencionada nas novelizações dos filmes em que aparece e em outras romantizações.

## Contexto
O universo de Star Wars se passa em uma galáxia que é palco de confrontos entre os Cavaleiros Jedi e os Lord Sith, personagens que são sensíveis à Força, um misterioso campo de energia que lhes dá poderes psíquicos. Os Jedi dominam o Lado Leve da Força, um poder benéfico e defensivo, para manter a paz na galáxia. Os Sith usam o Lado Negro, um poder prejudicial e destrutivo, para seus próprios fins e para dominar a galáxia.

## Geografia

### Situação espacial
O Sistema Yavin está localizado no setor Gordian Expanse da Orla Externa. A estrela desse sistema também é chamada de Yavin, assim como o terceiro e último planeta a partir do centro. Esse planeta, um gigante gasoso, tem 26 satélites naturais. O quarto é Yavin 4.

### Topografia
A terra acima de Yavin 4 é coberta por florestas, pântanos e selva. Os templos piramidais construídos pelos Massassis estão nesse ambiente. O maior deles, o Grande Templo, tornou-se a base principal da Aliança Rebelde.
Esse satélite natural é coberto por oceanos em um terço de sua superfície. Os dois terços restantes são compartilhados entre quatro continentes. Em Yavin 4, não há deriva continental. As placas tectônicas não se movem umas em relação às outras. Nenhum oceano está isolado dos outros. Há cadeias de montanhas e vulcões nessa lua. Esses vulcões estão na origem de uma dinâmica que permite a criação de rios de fluxo muito rápido.

### Modos de vida
O planeta tem um alto nível de biodiversidade. As árvores Massassis, com sua casca roxa, cercadas por samambaias trepadeiras, cogumelos de romã e orquídeas bioluminescentes, são uma parte importante da flora local... Entre os animais que habitam as árvores, os mais notáveis são os woolamanders, frugívoros, e os roedores stindaril, carnívoros que se alimentam principalmente de muralbirds dourados. Em terra, há runyips, herbívoros e enxames de besouros piranha. Os pântanos desse satélite são o lar de caranguejos-lagarto perseguidos por enguias caparisoned. As águas também abrigam gundarks aquáticos, salamandras mucosas, cobras cristalinas e thyrsls. Por fim, vermes leviatãs subterrâneos se alimentam das raízes de árvores maciças.

## Universo oficial

### Antes da Batalha de Yavin
Durante a Guerra Civil Galáctica, o líder militar Jan Dodonna fundou uma célula rebelde em Yavin 4. Ele a chamou de Grupo Massassi, em referência às espécies inteligentes que habitavam o planeta. Esse grupo rebelde tornou-se um dos maiores da Galáxia, participando das Batalhas de Scarif e Yavin.
Como resultado, Yavin 4 é a principal base da Aliança Rebelde. A filha de Galen Erso, Jyn, foi levada para lá pelos rebeldes. O líder da Aliança, Mon Mothma, explica a ela que seu pai desenvolveu a estação de combate espacial Estrela da Morte e que ela está na melhor posição para encontrar seu pai, Galen, e os planos para essa arma imperial que os rebeldes querem destruir. Cassian Andor, que está acompanhando Jyn Erso, recebeu uma missão secreta: matar Galen.
Quando os rebeldes tiveram que recuperar os planos da Estrela da Morte em Scarif, vários líderes rebeldes, incluindo o General Syndulla, foram chamados de Yavin 4. A Tantive IV, com a Princesa Leia Organa a bordo, deixa Yavin 4 para testemunhar a batalha.
Capturada pelo Império, Leia Organa se recusou a divulgar a localização da base rebelde. Para ganhar tempo, ela deu a localização de um local abandonado no planeta Dantooine. Ela então conseguiu escapar a bordo da Millennium Falcon com o contrabandista Han Solo. A Estrela da Morte persegue a nave até o Sistema Yavin. Enquanto as naves imperiais estão a caminho, o General Dodonna prepara a defesa da Aliança Rebelde.

### Batalha de Yavin
Os rebeldes lançam vários esquadrões de caças na esperança de tirar vantagem de um ponto fraco no projeto da Estrela da Morte para destruí-la. O torpedo enviado por um novo recruta do esquadrão “Vermelho”, Luke Skywalker, destruiu a estação espacial, dando à Aliança uma grande vitória sobre o Império. Pouco depois de comemorar essa vitória com uma cerimônia, os rebeldes abandonaram Yavin 4, temendo um contra-ataque.

### Após a Batalha de Yavin
Depois que a Estrela da Morte é destruída, dois rebeldes em particular são recompensados por sua participação significativa na batalha. Eles foram Luke Skywalker, que disparou a fenda que permitiu a explosão da estação espacial, e Han Solo, que salvou a Leia Organa do imperial Darth Vader durante a batalha. Leia os presenteou com uma medalha em Yavin 4, durante uma cerimônia para comemorar essa vitória militar.
Depois de se aposentarem, a piloto Shara Bey e o sargento Kes Dameron, dois ex-rebeldes, estabeleceram-se em Yavin 4 para viver. Lá eles plantaram um fragmento de uma árvore sensível à Força que lhes foi dada por Luke Skywalker.

## Universo Legends
Após a aquisição da Lucasfilm pela The Walt Disney Company, todos os elementos narrados em produtos derivados anteriores a 26 de abril de 2014 foram declarados fora do cânone e foram agrupados como “Star Wars Legends”.

### Guerras Sith
Por volta de 5000 a.C., a espécie Massassis vivia em Yavin 4 quando o Lord Sith Naga Sadow fugiu de Korriban após perder a Grande Guerra do Hiperespaço.
Naga Sadow deixou sua marca em Yavin 4 com seus templos. Os Massassis construíram o Grande Templo em homenagem a Naga Sadow, apesar da perseguição que ele sofreu. Diante de sua derrota nas mãos dos Jedi, Naga Sadow resistiu parcialmente à morte, mergulhando em um sono de um século em Yavin 4. Por fim, um certo Freedon Nadd chegou em 4.400 a.C., encontrou o templo e se tornou aprendiz de Naga Sadow.
Mais tarde, Exar Kun chegou a Yavin 4. Lá, ele matou Naga Sadow de uma vez por todas, depois escravizou os Massassis, fazendo-os construir templos enormes, pontos focais de grande poder. Ele gradualmente ganhou força ao absorver a energia das crianças Massassi em particular. Ao mesmo tempo, realizou experimentos genéticos para criar animais de combate. Incapaz de repelir a vitória dos Jedi sobre ele, encontrou uma maneira de sobreviver por vários milênios, transferindo seu espírito para um templo no satélite natural.

### Queda e renascimento da República
Muito mais tarde, durante as Guerras Clônicas, o Jedi Anakin Skywalker confronta o separatista Asajj Ventress. Seu duelo acontece no Grande Templo Massassiano. Durante a batalha, Anakin parece se aproximar particularmente do Lado Negro, na corrida para sua derrubada total nos momentos finais das Guerras Clônicas.
Após a ascensão da Nova República contra o Império Galáctico, Luke Skywalker escolheu a lua como o local para fundar a Nova Ordem Jedi e levou Mara Jade com ele. O planeta foi devastado pelos Yuuzhan Vong durante a invasão Vong da Galáxia. A Ordem Jedi mudou-se para Ossus.

## Conceito e criação
As cenas de Uma Nova Esperança ambientadas em Yavin 4 foram filmadas perto das ruínas da antiga cidade maia de Tikal, na Guatemala. Dois anos após as filmagens, o local foi listado como Patrimônio Mundial da UNESCO. A ideia de usar essas ruínas como locação de filme surgiu para George Lucas quando, na Inglaterra, ele notou o local pré-colombiano em um cartaz de uma agência de viagens.
Yavin 4 e a base rebelde apareceram novamente em Rogue One, o primeiro filme da série spin-off de Star Wars Story. Jyn Erso é capturada pela Aliança Rebelde. A aparição de Yavin 4 é um dos elementos que ligam esse episódio ao primeiro Star Wars. Nesse filme, a cena introdutória é semelhante à primeira cena em Yavin 4, em Uma Nova Esperança. Um soldado rebelde, de sentinela, observa um caça no céu.
As cenas de Rogue One que ocorrem em Yavin 4 foram filmadas em um cenário de aproximadamente 107 metros (351 pés) de comprimento e 61 metros (200 pés) de largura, e não em um ambiente ao vivo. Outras combinam pintura fosca e filmagem de ação ao vivo. Elas foram feitas em uma base da Força Aérea Real em Bedfordshire, Inglaterra.
O ator Oscar Isaac, que interpreta Poe Dameron na terceira trilogia, nasceu na Guatemala, onde Yavin 4 foi filmado. Ele pediu que o personagem que interpreta fosse de Yavin 4 para que se sentisse mais próximo a ele. O satélite foi, portanto, escolhido como o local de nascimento de Poe Dameron no universo de Star Wars. Essa informação foi revelada antes mesmo do lançamento do filme O Despertar da Força, no qual Poe aparece pela primeira vez.

## Adaptações

### Videogame
Yavin 4 aparece em Star Wars: The Old Republic, lançado em 2011. O planeta é o lar de espíritos Sith, como Naga Sadow.
Em 2017, Star Wars: Battlefront II tem 11 playgrounds diferentes, incluindo Yavin 4. É o único que aparece em Rogue One e o único, junto com Mos Eisley, que vem de Uma Nova Esperança.
Yavin 4 também aparece no jogo Star Wars: Squadrons de 2020. É um dos locais em que o jogador pode participar de uma batalha a bordo de um caça.

### Figurinhas
Em 2012, a Lego produziu figuras esféricas de vários planetas de Star Wars, separáveis em dois hemisférios. Embora Yavin 4 não seja um planeta, mas um satélite, ele também faz parte da coleção sob o número 9677 “X-wing Starfighter & Yavin 4”. Ele é vendido com um X-Wing e seu piloto.
Além disso, foram colocadas à venda estatuetas dos personagens em sua aparência de Yavin. A partir de 1º de novembro de 2021, a Funko comercializou a figura Pop sob o número 459 “Princess Leia (Yavin Ceremony)” Nota 5. Ela retrata Leia Organa segurando uma medalha, que no filme ela dá a Luke Skywalker ou Han Solo. Alguns meses depois, na primavera de 2022, a Hasbro lançou uma figura semelhante em sua Black Series para o 50º aniversário da Lucasfilm com o nome de “Princess Leia Organa (Yavin 4)”. Essa é a Leia em traje de cerimônia com a medalha do filme.

## Informações
Yavin 4 aparece regularmente nas tabelas de estrelas da saga Star Wars. O site Vulture a coloca em décimo lugar. Ele explica que esse satélite natural tem duas qualidades principais: sua história ligada aos Sith e sua aparência devido aos templos usados como hangares de naves estelares pelos rebeldes. O site Comic Book Resources classificou Yavin 4 em quarto lugar, atrás de Naboo, Bespin e a lua florestal de Endor. Ele enfatiza sua topografia perfeita, mas ressalta que ela não possui recursos minerais naturais.
Em sua classificação das melhores locações em Uma Nova Esperança, o site Screen Rant coloca Yavin 4 em décimo lugar, à frente de cinco locações em Tatooine, duas na Estrela da Morte e duas naves estelares. Entre as qualidades do satélite natural, o site menciona principalmente a sala da cerimônia de entrega de medalhas e a aparência externa da base rebelde. No entanto, ele ressalta que o filme não se detém muito nesse importante local.
O duelo entre Asajj Ventress e Anakin Skywalker em Yavin 4, em particular, é um dos momentos mais populares da série animada Clone Wars, principalmente pelo efeito visual.

## Análise

### Análise literária
A escolha de Yavin 4, um mundo de selva, como base para os rebeldes, os heróis de Uma Nova Esperança, pode ser explicada pelo fato de que os mundos da saga que abrigam os personagens do lado do bem são selvagens, naturais e verdejantes, como o outro satélite notável da saga, a lua florestal de Endor, e os planetas Naboo e Kashyyyyk. Os personagens do lado do mal vivem em uma base artificial, a Estrela da Morte, em oposição à verdejante Yavin 4. A selva exuberante desse planeta contrasta com o habitat artificial, preto e branco, do mal.

### Análise científica
Como várias outras estrelas de Star Wars, Yavin 4 foi estudada usando uma abordagem científica para determinar se o conceito parece realista o suficiente. Em primeiro lugar, o gigante gasoso do satélite natural em questão teria de estar bem posicionado em seu sistema, dentro da zona de habitabilidade do sistema. A diversidade de ecossistemas em Yavin 4 também parece mais provável do que um satélite natural coberto inteiramente por florestas, como a lua florestal de Endor, apenas porque as regiões polares são mais frias do que as regiões tropicais.

## Posteridade
O planeta D'Qar, na terceira trilogia da saga, às vezes é visto como uma repetição de Yavin 4: esses planetas são cobertos de selva e desabitados devido ao seu isolamento das rotas de hiperespaço. Além disso, a Resistência, herdeira da Aliança Rebelde, estabeleceu sua base de comando lá.
Uma cena ambientada em Yavin 4, em particular, continua a deixar sua marca nos fãs da saga e na imprensa especializada várias décadas após sua presença em Uma Nova Esperança: A Última, com a cerimônia da medalha. De fato, dos três heróis da batalha presentes na ocasião, apenas dois receberam medalhas, Han Solo e Luke Skywalker. Os fãs estão buscando várias explicações para o fato de Chewbacca não receber uma medalha. Em primeiro lugar, alguns fãs acreditam que isso significa que a Aliança Rebelde considera os humanos, incluindo Han e Luke, superiores a outras espécies. Alguns fãs especulam que, como Chewbacca está trabalhando secretamente para os rebeldes desde A Vingança dos Sith, não há necessidade de lhe dar uma medalha. Outros, de fora do universo da saga, acham que a equipe do filme simplesmente se esqueceu.
No entanto, George Lucas afirma que para os Wookiees, a espécie de Chewbacca, uma medalha não tem importância simbólica e que Chewbacca já foi homenageado por uma cerimônia Wookiee, após a Batalha de Yavin.
Peter Mayhew, o ator de Chewbacca, oferece uma explicação mais pragmática. De acordo com ele, a produção de Uma Nova Esperança não tinha dinheiro para fazer esse primeiro filme e teve que economizar em certos elementos. Por exemplo, comprar uma terceira medalha para a filmagem teria sido muito caro.
Finalmente, Chewbacca recebe uma medalha, no episódio A Ascensão de Skywalker, das mãos de Maz Kanata. Essa cena parece ser uma conclusão da cena da cerimônia de Yavin 4. O simbolismo da cena também pode ser explicado pelo fato de que, em A Ascensão de Skywalker, após a morte de Han Solo, Luke Skywalker e Leia Organa, Chewbacca é o único sobrevivente entre os heróis da Batalha de Yavin em Uma Nova Esperança. Também pode ser uma forma de J. J. Abrams satisfazer os fãs que reclamam dessa falta de reconhecimento há mais de 40 anos.